# Отомо Кацухіро
Отомо Кацухіро (大友 克洋, народився 14 квітня 1954 року) — японський манґака, сценарист, аніматор та кінорежисер. Найбільш відомий як автор Акіри, а саме однойменних манґи 1982 року та анімаційної адаптації 1988 року. Став Кавалером Ордена Мистецтв та літератури у 2005 році, був підвищений до Офіцера ордена у 2014 році, став четвертим манґакою за увесь час, що був долучений до Зали слави Вілла Ейснера у 2012 році, та був нагороджений пурпуровою Медаллю Пошани від японського уряду у 2013 році. Пізніше Отомо отримав премію Вінзора Маккея на 41-й церемонії вручення Премії Енні у 2014 році та Grand Prix de la ville d'Angoulême у 2015 році, був першим манґакою, який отримав цю нагороду. Одружений з Йоко Отомо. Вони мають сина Шохея Отомо, який теж є художником.

## Життєпис
Кацухіро Отомо народився у місті Томе, в префектурі Міяґі, в повіті якого й виріс. За його словами, він жив у сільському регіоні Тохоку де йому нічого було робити в дитинстві, тому він читав дуже багато манґи. Як єдиний хлопчик в родині зі старшою та молодшою сестрами, він захоплювався читанням та малюванням манґи й вирішив стати манґакою. Обмежуючись тим, що його батьки купували йому по одній книжці на місяць, Отомо звичайно обрав журнал Кобанша Шьонен, що включав в себе «Астро Бой» за авторством Осами Тедзуку та «Залізна людина №28» Йокояма Міцутеру, тобто роботи, які він копіював малюючи в молодших класах. Однак він сказав, що вже після того як прочитав «Як намалювати манґу» автора Шотаро Ішиномори, то зрозумів як малювати належним чином та почав займатись цим більш серьозно.
У старшій школі Отомо почав цікавитись фільмами, що стало причиною його прагненя стати ілюстратором або кінорежисером. У той час, один з його друзів представив його редактору видавництва Futabasha, який після перегляду манґи Кацухіро, сказав йому зв'язатись з ним якщо він переїде до Токіо після випускного. Отомо так й вчинив і розпочав свою кар'єру професійного манґаки.